# Crawinkel
Crawinkel is een plaats en voormalige gemeente in de Duitse deelstaat Thüringen, en maakt deel uit van de Landkreis Gotha.
Crawinkel telt  inwoners.
Crawinkel werd op 1 januari 2019 opgenomen in de gemeente Ohrdruf.